# Dysschema regalis
Dysschema regalis là một loài bướm đêm thuộc phân họ Arctiinae, họ Erebidae.